# غافين غرين
غافين غرين هو لاعب غولف ماليزي، ولد في 28 ديسمبر 1993 في كوالالمبور في ماليزيا.

## وصلات خارجية
- غافين غرين على موقع رابطة أوروبا للاعبي الغولف المحترفين (الإنجليزية)
- غافين غرين على موقع رابطة اليابان للاعبي الغولف المحترفين (الإنجليزية)
- غافين غرين على موقع التصنيف العالمي الرسمي للغولف (الإنجليزية)
- غافين غرين على موقع أوليمبيديا (الإنجليزية)